# Nesogordonia tricarpellata
Nesogordonia tricarpellata är en malvaväxtart som beskrevs av Skema och Dorr. Nesogordonia tricarpellata ingår i släktet Nesogordonia och familjen malvaväxter. Inga underarter finns listade i Catalogue of Life.

## Bildgalleri

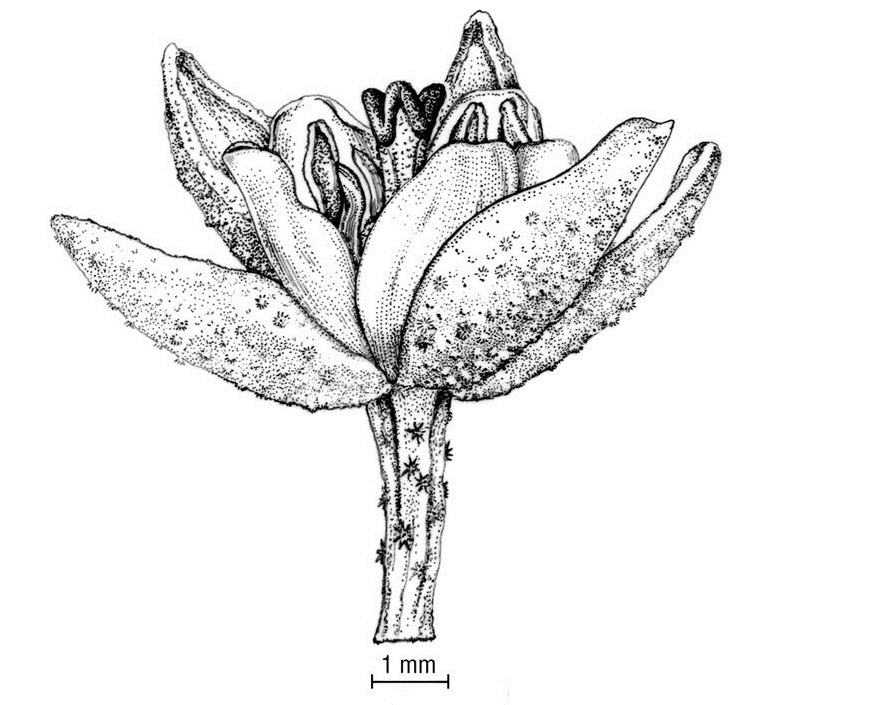
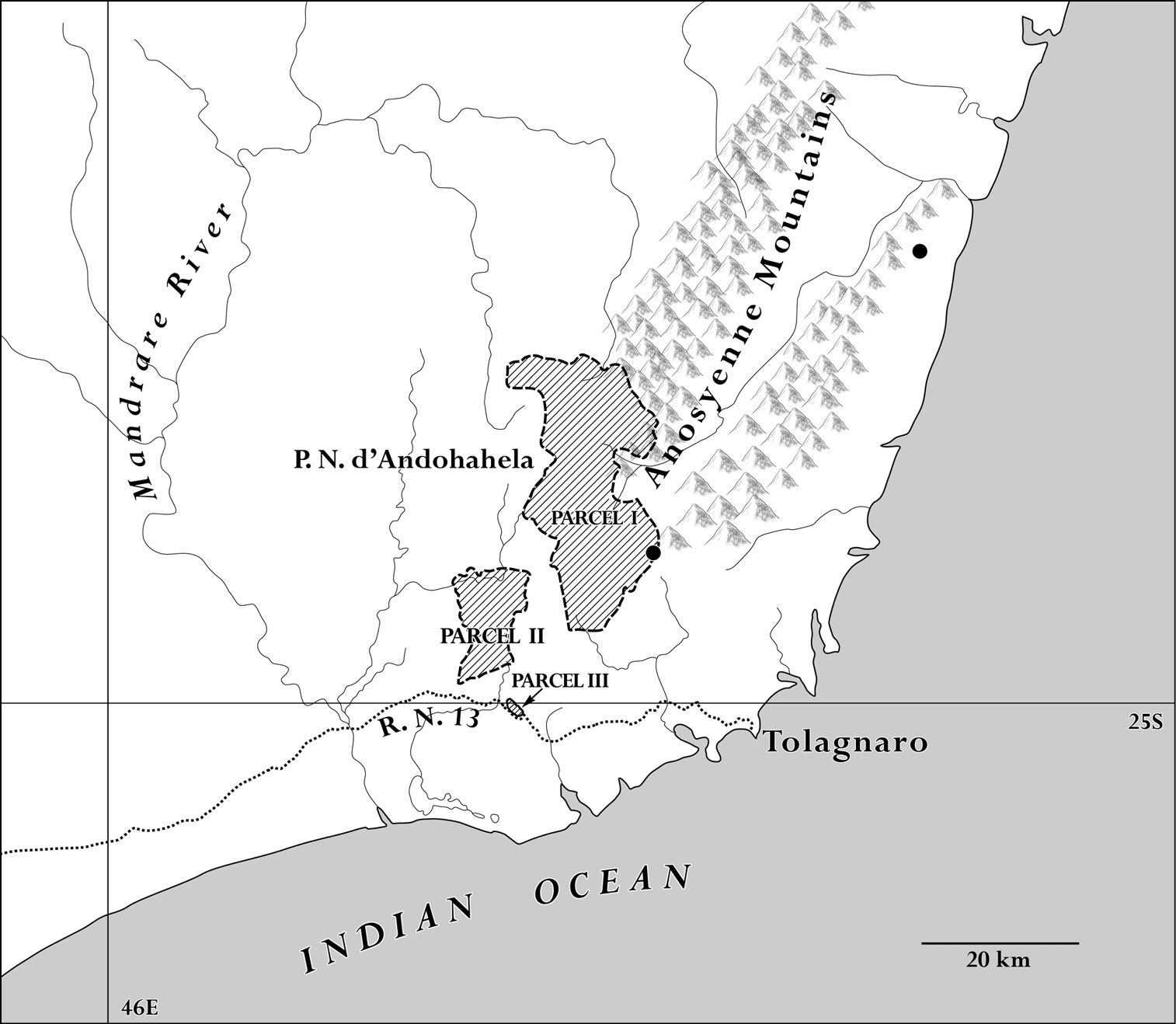